# Sân bay quốc tế Allama Iqbal
'Sân bay quốc tế Allama Iqbal (IATA: LHE, ICAO: OPLA) tọa lạc ở Lahore, Punjab, Pakistan. Trước đây gọi là Sân bay quốc tế Lahore, được đặt tên theo Allama Iqbal người đề xuất chính cho thành lập nước Pakistan. Sân bay các trung tâm thành phố 15 km, có 3 nhà ga là nhà ga Allama Iqbal, nhà ga Hajj và một nhà ga hàng hóa.

## Nhà ga Hajj
Nhà ga Hajj là một phần của sân bay cũ được hãng Pakistan International Airlines sử dụng hàng năm cho Hajj Operations đưa người đi từ Hajj đến Ả Rập Xê Út.
- Pakistan International Airlines (Jeddah)

## Các hãng hàng không và các điểm đến
- Aero Asia Airlines (Abu Dhabi, Al-Ain, Doha, Dubai, Karachi, Muscat)
- Air Italy (Verona)
- Airblue (Dubai, Karachi)
- Emirates (Dubai)
- Etihad Airways (Abu Dhabi)
- Gulf Air (Bahrain, Muscat)
- Indian (New Delhi)
- Kuwait Airways (Kuwait City)
- Mahan Air (Tehran-Imam Khomeini)
- Pakistan International Airlines (Abu Dhabi, Amsterdam, Athens, Bahawalpur, Bangkok, Chicago-O'Hare, Copenhagen, Dammam, Delhi, Dera Ghazi Khan, Doha, Dubai, Frankfurt, Glasgow, Houston-Intercontinental [currently suspended], Islamabad, Jeddah, Karachi, Kuwait City, London-Heathrow, Manchester, Mashhad, Milan-Malpensa, Multan, Muscat, New York-JFK, Oslo, Paris-Charles de Gaulle, Peshawar, Quetta, Rahim Yar Khan, Riyadh, Rome-Fiumicino, Sharjah, Sukkur, Toronto-Pearson)
- Qatar Airways (Doha)
- Saudi Arabian Airlines (Jeddah, Riyadh, Medina)
- Shaheen Air International (Abu Dhabi, Al-Ain, Doha, Dubai, Karachi, Kuwait, Muscat)
- Singapore Airlines (Singapore)
- Thai Airways International (Bangkok)
- Uzbekistan Airways (Tashkent)

## CIP / VIP Lounge

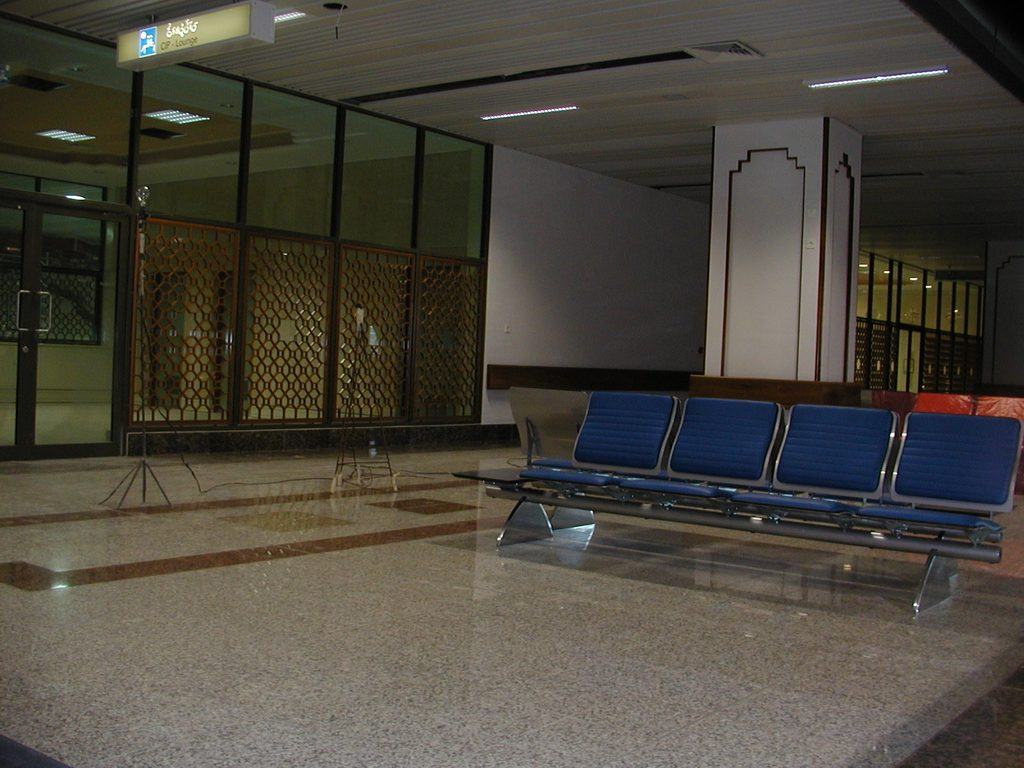
Sảng CIP đang được xây tháng Giêng, 2003.

## Hãng hàng hóa

The Allama Iqbal Intl Airport fully decorated to celebrate the Independace of Pakistan

- Antonov Airlines
- Askari Aviation
- Atlas Air
- Polet Cargo Airlines
- DHL Cargo
- Emirates SkyCargo
- Lufthansa Cargo
- Ocean Airlines
- Pakistan International Cargo
- Royal Airlines Cargo
- Star Air
- TCS Couriers
- United Parcel Service (UPS)

## Hãng thuê bao
- Askari Aviation (Islamabad)
- Royal Airlines (Karachi)
- Schon Air (Karachi)